# Cosmia ochreimargo
Cosmia ochreimargo là một loài bướm đêm trong họ Noctuidae.